# Umarkot (ort)
Umarkot är en ort i Indien.   Den ligger i delstaten Odisha, i den centrala delen av landet, 1 100 km söder om huvudstaden New Delhi. Umarkot ligger 615 meter över havet och antalet invånare är 27 545.
Terrängen runt Umarkot är platt åt nordost, men åt sydväst är den kuperad. Runt Umarkot är det ganska tätbefolkat, med 185 invånare per kvadratkilometer. Det finns inga andra samhällen i närheten. Trakten runt Umarkot består till största delen av jordbruksmark.